# ميكي لوبيز
ميكي لوبيز (بالإنجليزية: Mikey Lopez)‏ (20 فبراير 1993 بدالاس في الولايات المتحدة - ) هو لاعب كرة قدم أمريكي في مركز الوسط. شارك مع منتخب الولايات المتحدة تحت 20 سنة لكرة القدم. أما مع النوادي، فقد لعب مع سبورتينغ كانساس سيتي ونادي نيويورك سيتي وOrlando City SC (2010–2014) ‏ واوكلاهوما سيتي أنرجي وOrange County Blue Star ‏.

## روابط خارجية
- ميكي لوبيز على موقع الدوري الأمريكي (الإنجليزية)
- ميكي لوبيز على موقع قاعدة بيانات كرة القدم.إي يو (الإنجليزية)
- ميكي لوبيز على موقع Soccerway.com (الإنجليزية)
- ميكي لوبيز على موقع عالم كرة القدم.نت (الإنجليزية)
- ميكي لوبيز على موقع AS.com (الإسبانية)